# Kollafjørður
Kollafjørður es una pequeña localidad en la isla Streymoy, la mayor de las Islas Feroe. En 2012 cuenta con 794 habitantes. A pesar de su escasa población, el pueblo se extiende por 10 km a lo largo del fiordo del mismo nombre.
Kollafjørður es nombrada por primera vez en un documento en 1584. Su iglesia, de construcción típica en madera, data de 1837.

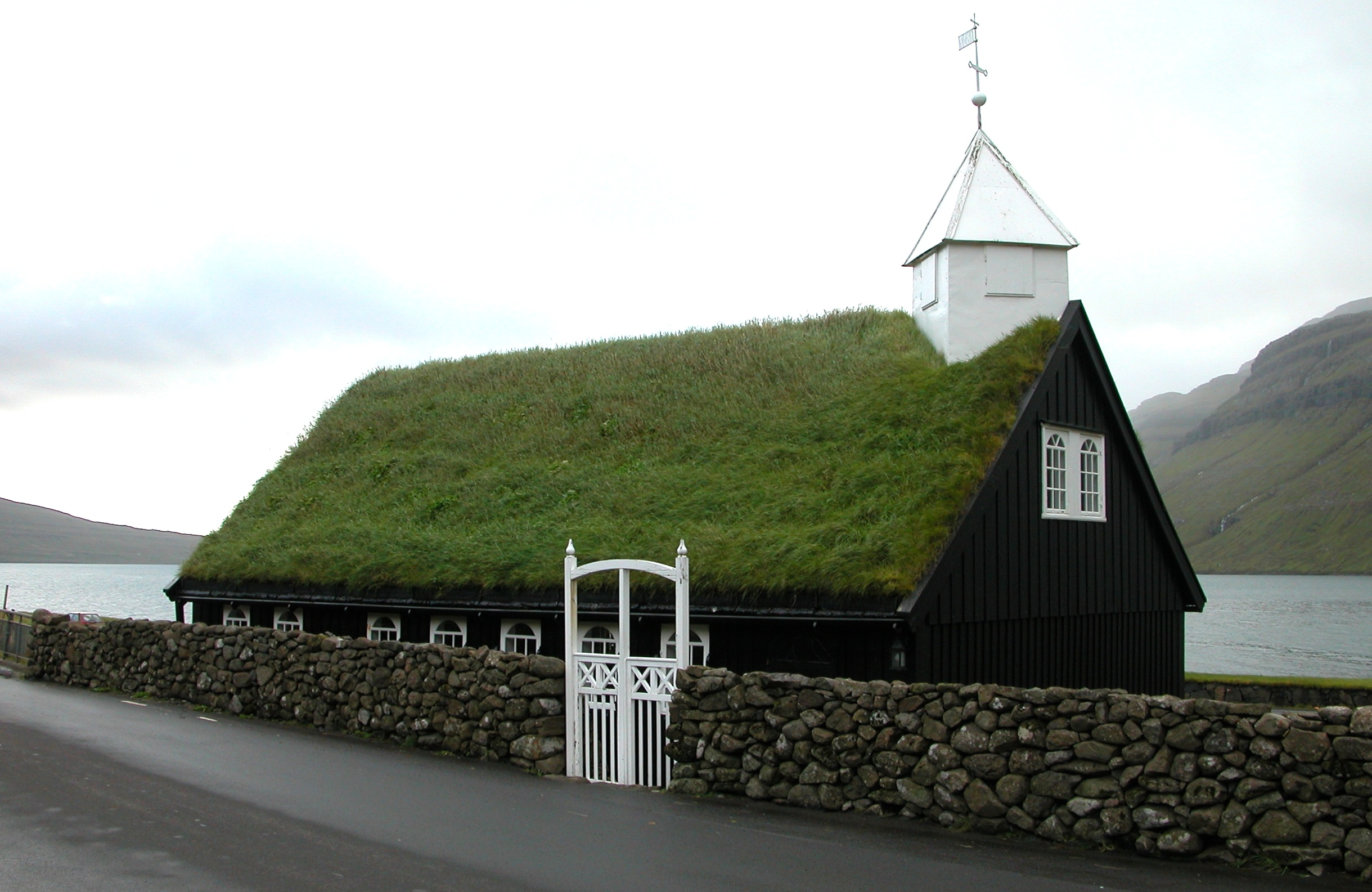
La iglesia de Kollafjørður.

En Kollafjørður se celebra un festival anual, Sundalagsstevna, que tiene lugar a principios de julio.
El pueblo fue la capital del municipio del mismo nombre, que incluía además a los pueblos de Signabøur y Oyrareingir. El municipio fue creado en 1913 y se fusionó en 2001 con el municipio de Tórshavn, al que pertenece actualmente. Al momento de su desaparición, el municipio tenía 958 habitantes.